# Джон Турбервіль Нідхем
Джон Турбервіль Нідгем, член Королівського товариства (англ. John Turberville Needham; 10 вересня 1713, Лондон — 30 грудня 1781, Брюссель) — англійський біолог і римсько-католицький священник.
Вперше зацікавився філософією природи під час навчання в семінарській школі, а пізніше опублікував статтю (хоча її предметом була переважно геологія), яка описувала механіку запилювання і отримала визнання в спільноті ботаніків.
Нідгем проводив експерименти з соусом, а пізніше з пшеницею, в контейнерах. Він експериментував зі самозародженням, оскільки на той час це було актуальним. Експерименти складалися з короткого кип'ятіння суміші бульйону і охолодження суміші у відкритій ємності до кімнатної температури. Пізніше колби запечатувались, і мікроби виростали через кілька днів. Ці експерименти, здавалося, показували, що існувала життєва сила, що призводила до самозародження. Сьогодні відомо, що часу кипіння було недостатньо для знищення будь-яких ендоспор мікробів, а охолодження відкритих колб на повітрі може викликати мікробне забруднення. Також можна встановити, що Нідгем не використовував належну стерильну техніку. Пізніше його експерименти оскаржив і повторив італієць Ладзаро Спалланцані. Використовуючи дещо інший протокол (з тривалішим часом кипіння), Спалланцані не отримав жодних мікробів, що росли б у його запечатаних колбах, що суперечило висновкам Нідгема.
Те, що його вважають ірландським єзуїтом — міф, який був створений Вольтером під час сварки з приводу самозародження, в якому Вольтер був проти Нідгема і його теорій.
Він був першим католицьким священником членом Лондонського королівського товариства (1747 рік).
Експерименти Нідгема із самозародженням життя були процитовані французьким філософом Просвітництва Поль Анрі Гольбахом у атеїстичній роботі — Система природи.